# Flaked
Flaked es una serie de televisión estadounidense, estrenada el 11 de marzo de 2016 en el canal de streaming Netflix. La serie fue creada por Will Arnett y Mark Chappell.

## Reparto
- Will Arnett como Chip
- David Sullivan como Dennis
- Ruth Kearney como London/Claire
- George Basil as "Cooler"/John